# New Hampshire State House
Das New Hampshire State House befindet sich in New Hampshires Hauptstadt Concord. Es ist Sitz der Regierung, des Gerichtshofs des Staates sowie des Gouverneurs. Als Teil des Concord Civic Districts ist es im National Register of Historic Places aufgeführt.

## Vorgeschichte
Das erste sogenannte First State House wurde 1758, also noch zu Kolonialzeiten in Portsmouth, der damaligen Hauptstadt der Kolonie New Hampshire erbaut. Nachdem die Kolonie 1788 der Union beigetreten war, sollte die Hauptstadt verlegt werden. Zur Auswahl standen neben Concord noch die Orte Hopkinton und Salisbury.
Schließlich wurde Concord 1808 zur Hauptstadt Staates New Hampshire erklärt. 1814 entschied man sich für den Bau eines angemessenen Gebäudes zur Beherbergung der Regierung und weiterer Institutionen. Die Arbeiten begannen 1816 und 1819 fand die erste Sitzung des Gerichts statt.

## Gebäude

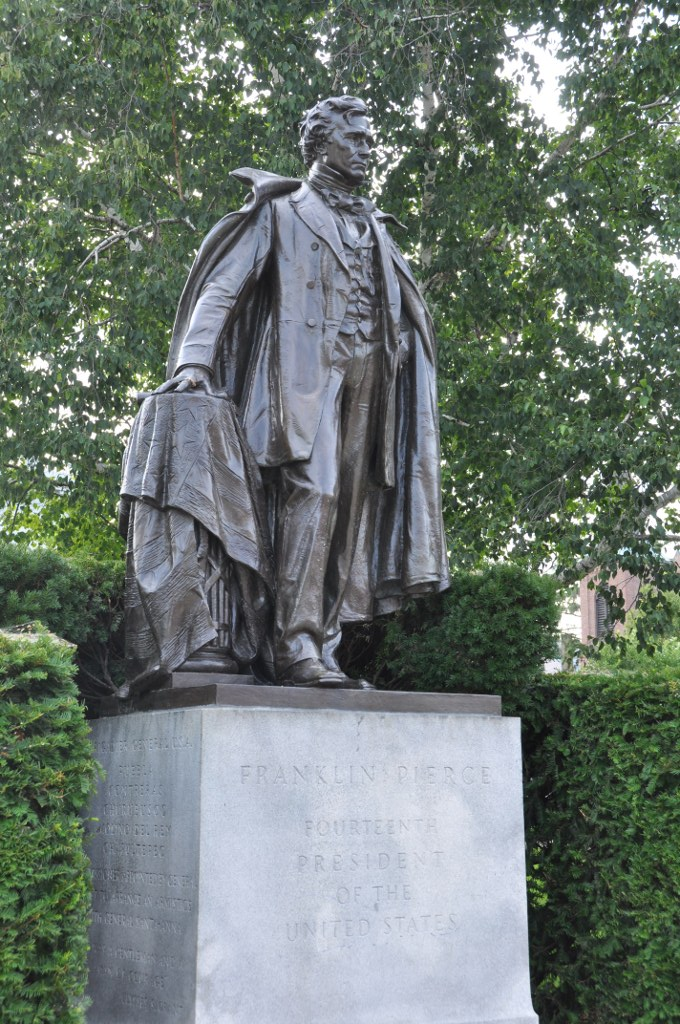
Denkmal für Franklin Pierce (1804–1869)

Das New Hampshire State House wurde im Stil des Greek Revival nach Plänen des Architekten Stuart Park errichtet und kostete US$ 82.000.
Die dreistöckige Fassade besteht aus grauem Granit aus der Region. Er wurde von Gefängnisinsassen abgebaut und bearbeitet. Die Fenster im Erdgeschoss und im zweiten Obergeschoss sind rechteckig, die im ersten Obergeschoss sind als Bogenfenster gestaltet. Auf dem Dach befindet sich mittig eine achteckige Laterne, auf dessen goldener Kuppel sich eine weitere kleine, ebenfalls achteckige Laterne befindet, auf welcher wiederum ein goldener Adler sitzt. Das Flachdach wird durch Balustraden begrenzt.
Über der kleinen mittig gelegenen Freitreppe erhebt sich der zweistöckige Portikus. Dieser wird im Erdgeschoss von dorischen Säulen getragen. Im oberen Geschoss ruht auf korinthischen Säulen ein Dreiecksgiebel mit dem historischen Staatssiegel. Durch den Haupteingang betritt man den Dorischen Saal (Doric Hall), in dem 107 Kriegsflaggen des Staates präsentiert werden, u. a. aus dem Bürgerkrieg und beiden Weltkriegen. Sie ist dem gleichnamigen von Charles Bulfinch gestalteten Raum im Massachusetts State House nachempfunden.
In der umliegenden Grünanlage befinden sich mehrere Denkmäler für Personen, die mit dem Staat New Hampshire verbunden sind, u. a. dem Senator und späteren Präsidenten Franklin Pierce.